# Casa de Nabókov
La casa de Nabókov és la casa de Sant Petersburg on va néixer i va passar els primers anys de la seva vida l'escriptor rus Vladímir Nabókov. Es troba en el número 47 del carrer Bolxaia Morskaia ('carrer gran de la mar' en català).
L'any 1897, la mansió es va convertit en la propietat del jurista liberal Vladímir Dmítrievitx Nabókov (pare de l'escriptor) i, per tant, s'hi van fer moltes reunions polítiques importants, inclosa la sessió final del Congrés Nacional de Zemstvos de 1904. Va ser també en aquesta mansió que el novel·lista Vladímir Nabókov va néixer l'any 1899. Actualment, la primera planta de la casa conté el Museu Nabókov, dedicat a la vida de l'autor.

## Història

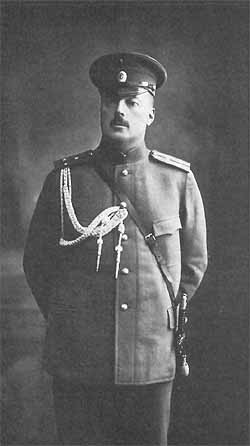
V. D. Nabókov, que va esdevenir el propietari de la casa l'any 1897

És una casa adossada mitajanament gran, construïda en el segle xix, d'estil neorenaixentista per a la família Polovtsev.
Entre 1897 i la Revolució d'Octubre de 1917, la casa era propietat del jurista liberal Vladímir Dmítrievitx Nabókov, que l'havia obtingut com a dot dе Ielena Rukavíxnikova. Des de llavors, s'hi van fer moltes reunions polítiques importants, especialment al principi i després de la revolució russa de 1905. Va ser en aquesta casa que hi va tenir lloc el Congrés Nacional de Zemstvos de 1904.
La casa és també coneguda per haver estat la llar de Vladímir Vladimírovitx, que va viure a la casa fins al novembre de 1917. La casa està descrita meticulosament en la seva autobiografia The Other Shores i Speak, Memory. Per a Vladímir, la casa va seguir sent l'única casa del món. Després, inclús quan era ric, mai no va comprar cap casa, i va preferir sempre allotjar-se en hotels.
Una bona amiga d'Olga Nabókova era Ayn Rand (Alisa Rosenbaum). De petites, totes dues tindrien debats polítics inacabables en aquesta casa: si bé Nabókova defensava la monarquia constitucional, Rand advocava pels ideals republicans. Durant la revolució d'octubre, els revolucionaris bolxevics van irrompre a la casa, l'any 1917.

### Museu Nabókov
Des de l'abril de 1998, el primer pis de la casa (el pis de la família en l'època de Nabókov) està ocupat pel Museu Nabókov i en els dos pisos superiors (el pis dels pares i el pis dels fills, respectivament) hi ha les oficines del diari Névskoie vrémia. En l'espai del museu hi ha la sala de les trucades, el menjador, la biblioteca, la sala del Comitè (on es feien la major part de les reunions del Partit Constitucional Democràtic Rus) i la cuina.

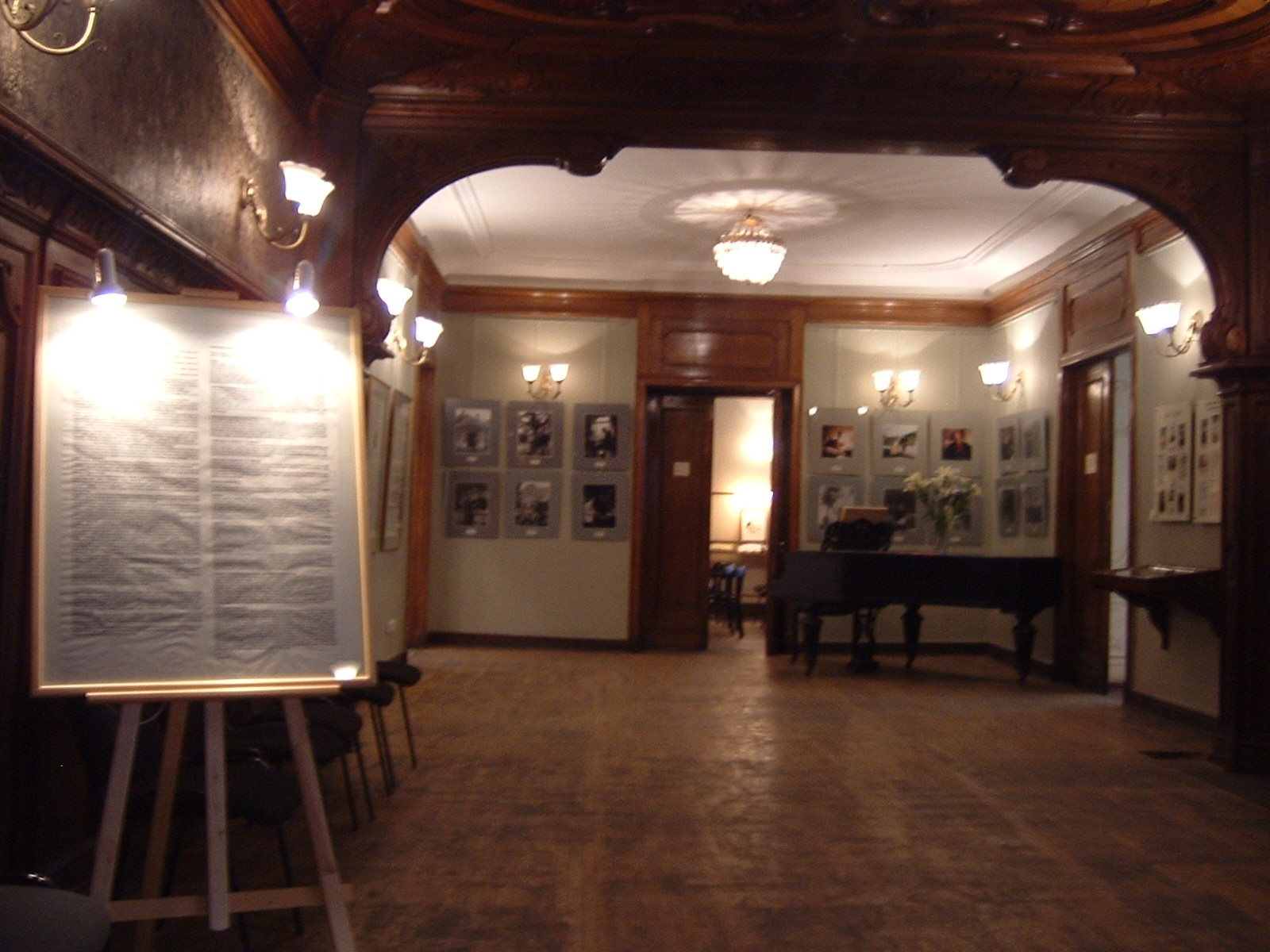
Interior de la casa

Hi ha quedat molt poc rastre de la família Nabókov a la casa. Ni el temps ni la història no han perdonat res, excepte els interiors de diverses habitacions a la primera i segona planta i la vella finestra de vidre tacada sobre el tram d'escales que duu al tercer pis.
Els records de Nabókov, inclosos els efectes personals de l'escriptor (fitxes, llapis, ulleres i un Scrabble) així com llibres i altres objectes relacionats amb la seva vida i la seva carrera literària, formen el nucli de la seva col·lecció. El museu es dedica a promoure la memòria de Nabókov, el seu llegat artístic i els seus valors culturals, tant a Rússia com internacionalment. El museu no només organitza exposicions relacionades amb la vida de Nabókov i fa de biblioteca de recerca pels estudiosos de l'escriptor, sinó que també alberga molts esdeveniments i activitats inspirades per Nabókov: lectura dels seus llibres i d'aquells que va admirar (com ara Txékhov i Joyce), conferències, ja siguin internacionals o d'un sol país («Nabókov i Rússia», «Nabókov i Angleterra», «Nabókov i França», «Nabókov i Alemanya», «Nabókov i els Estats Units»), una escola d'estiu internacional sobre Nabókov i altres instal·lacions i exposicions relacionades amb ell.